# Fliseryds landskommun
Fliseryds landskommun var en kommun i Kalmar län.

## Administrativ historik
Den 1 januari 1863 började kommunalförordningarna gälla och då inrättades cirka 2 500 kommuner (städer, köpingar och landskommuner), tillsammans täckande hela landets yta. I Fliseryds socken i Handbörds härad i Småland inrättades då denna kommun.
I kommunen inrättades enligt beslut den 24 september 1948 en del av Ruda municipalsamhälle, som också inrättades i Högsby landskommun och Långemåla landskommun.
Fliseryd påverkades inte av den landsomfattande kommunreformen 1952, förutom att Fliseryds-delen av Ruda municipalsamhälle, omfattade en areal av 0,80 km², varav allt land, överfördes den 1 januari 1952 (enligt beslut den 9 mars 1951) till Högsby landskommun och Långemåla församling. Den 1 januari 1971 ombildades landskommunen till Fliseryds kommun och den 1 januari 1974 uppgick Fliseryds kommun i Mönsterås kommun.
Kommunkoden 1952-1973 var 0822.

### Kyrklig tillhörighet
I kyrkligt hänseende tillhörde kommunen Fliseryds församling.

## Geografi
Fliseryds landskommun omfattade den 1 januari 1952 en areal av 257,53 km², varav 249,89 km² land.

### Tätorter i kommunen 1960
| Tätort   | Folkmängd |
| -------- | --------- |
| Fliseryd | 681       |
| Finsjö   | 266       |

Tätortsgraden i kommunen var den 1 november 1960 47,9 procent.

## Näringsliv
Vid folkräkningen den 31 december 1950 var befolkningen i kommunens huvudnäring uppdelad på följande sätt:
- 44,3 procent av befolkningen levde av industri och hantverk
- 41,4 procent av jordbruk med binäringar
- 4,1 procent av samfärdsel
- 3,8 procent av handel
- 2,4 procent av offentliga tjänster m.m.
- 1,9 procent av husligt arbete
- 0,0 procent av gruvbrytning
- 2,0 procent av ospecificerad verksamhet.

Av den förvärvsarbetande befolkningen jobbade bland annat 31,8 procent med jordbruk och boskapsskötsel, 18,3 procent i metallindustrin och 8,2 procent med pappers- och grafisk industri. 114 av förvärvsarbetarna (11,8 procent) hade sin arbetsplats utanför kommunen.

## Politik

### Mandatfördelning i valen 1938-1970
| 1 | 11 | 3 | 3 | 6 |

| 24 |

| 14 | 3 | 1 | 6 |

| 24 |

| 3 | 10 | 3 | 2 | 6 |

| 24 |

| 1 | 13 | 5 | 1 | 4 |

| 24 |

| 1 | 13 | 4 | 1 | 5 |

| 24 |

| 13 | 5 | 1 | 5 |

| 24 |

| 1 | 13 | 5 | 1 | 4 |

| 24 |

| 2 | 12 | 5 | 1 | 4 |

| 22 |

| 1 | 13 | 5 | 1 | 4 |

| 22 |